# Station IJmuiden

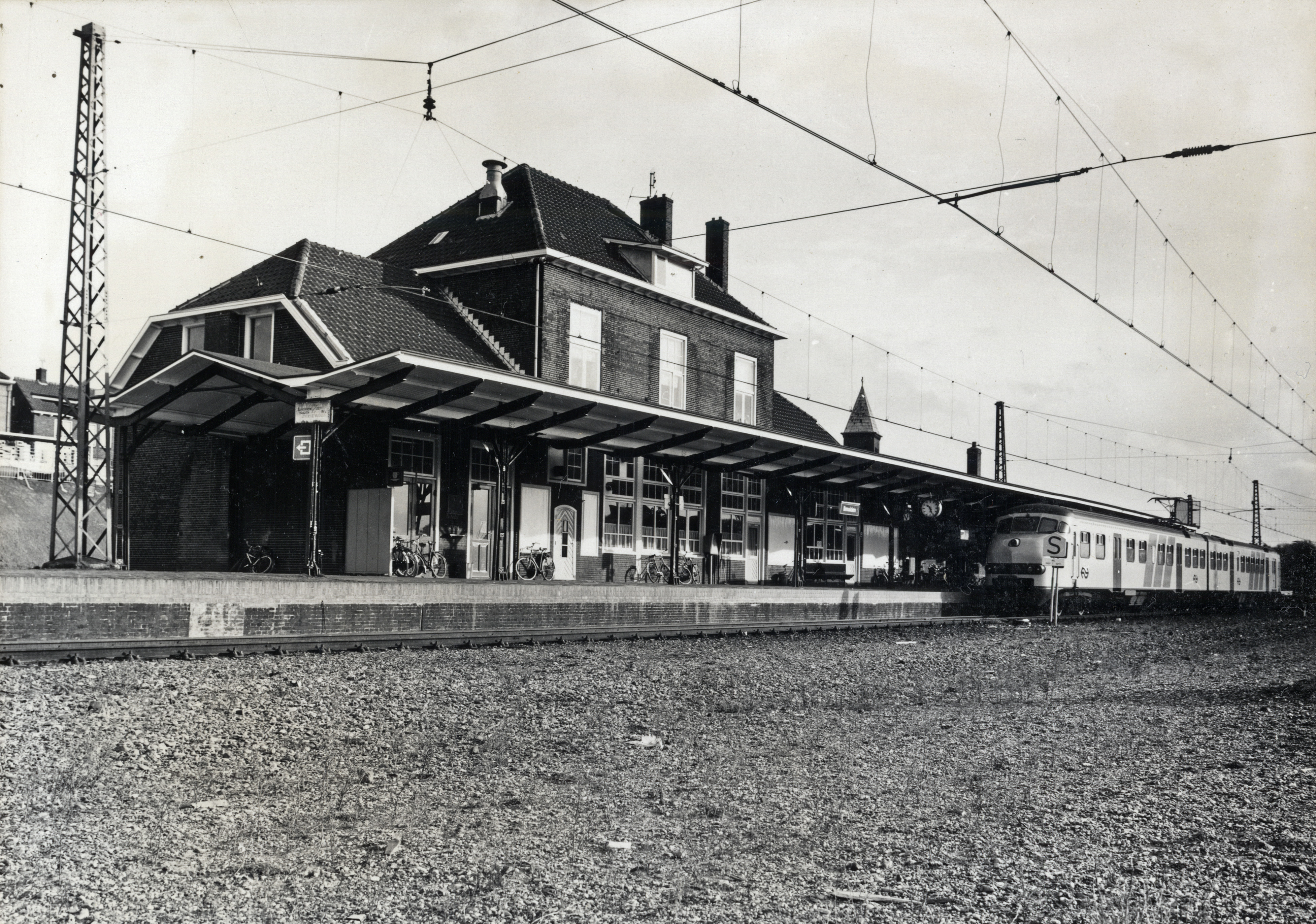
Perronzijde van het voormalige station IJmuiden met een elektrisch treinstel mat '64 (plan V); 1974.

Station IJmuiden is het voormalige hoofdstation van de Nederlandse stad IJmuiden.

## Geschiedenis
De spoorlijn werd geopend op 1 november 1883. De lijn eindigde aanvankelijk bij de sluizen van IJmuiden. In 1898 werd het eindpunt van de spoorlijn verlegd naar de Vissershaven. Hier werd ook een nieuw station gebouwd. Het gebouw was een ontwerp van Dirk Margadant. In de oorlogsjaren 1940-1945 werd het station zwaar beschadigd, maar na de oorlog in gewijzigde vorm hersteld. Het was tot 1983 het eindpunt van de spoorlijn IJmuiderlijn. In 1983 werd het reizigersvervoer opgeheven, in 1994 eindigde ook het goederenvervoer. Het stationsgebouw werd in 1995 afgebroken.
Tussen juli 1996 en oktober 1998 gebruikte het bedrijf Lovers Rail het spoor langs het oude station als eindpunt voor de toen heropende lijn voor zijn Kennemerstrand Expres. Omdat het stationsgebouw een jaar eerder was afgebroken bouwde men een tijdelijke stellage van steigerpalen als perron. Dit perron is rond 2003 afgebroken. In de jaren daarna werd ook een groot deel van het spoor van het stationsemplacement verwijderd. De lijn eindigde toen bij de Julianabrug, het viaduct over De Geul in IJmuiden. Het stootjuk dat bij het station stond werd naar deze plek verplaatst. Op de plek van het station zijn kantoren gebouwd. De straten, waaraan de nieuwe gebouwen staan, zijn vernoemd naar Margadant en Cornelis Kruiten, de laatste stationschef.

## Trivia
- Vanaf de jaren 70 werd de schippersbeurs gevestigd in de stationshal. Hier konden schippers op toerbeurt werk aannemen. Het gebouw werd toentertijd ook nog gebruikt als station. In 1996 werd de schippersbeurs opgeheven.

## Afbeeldingen

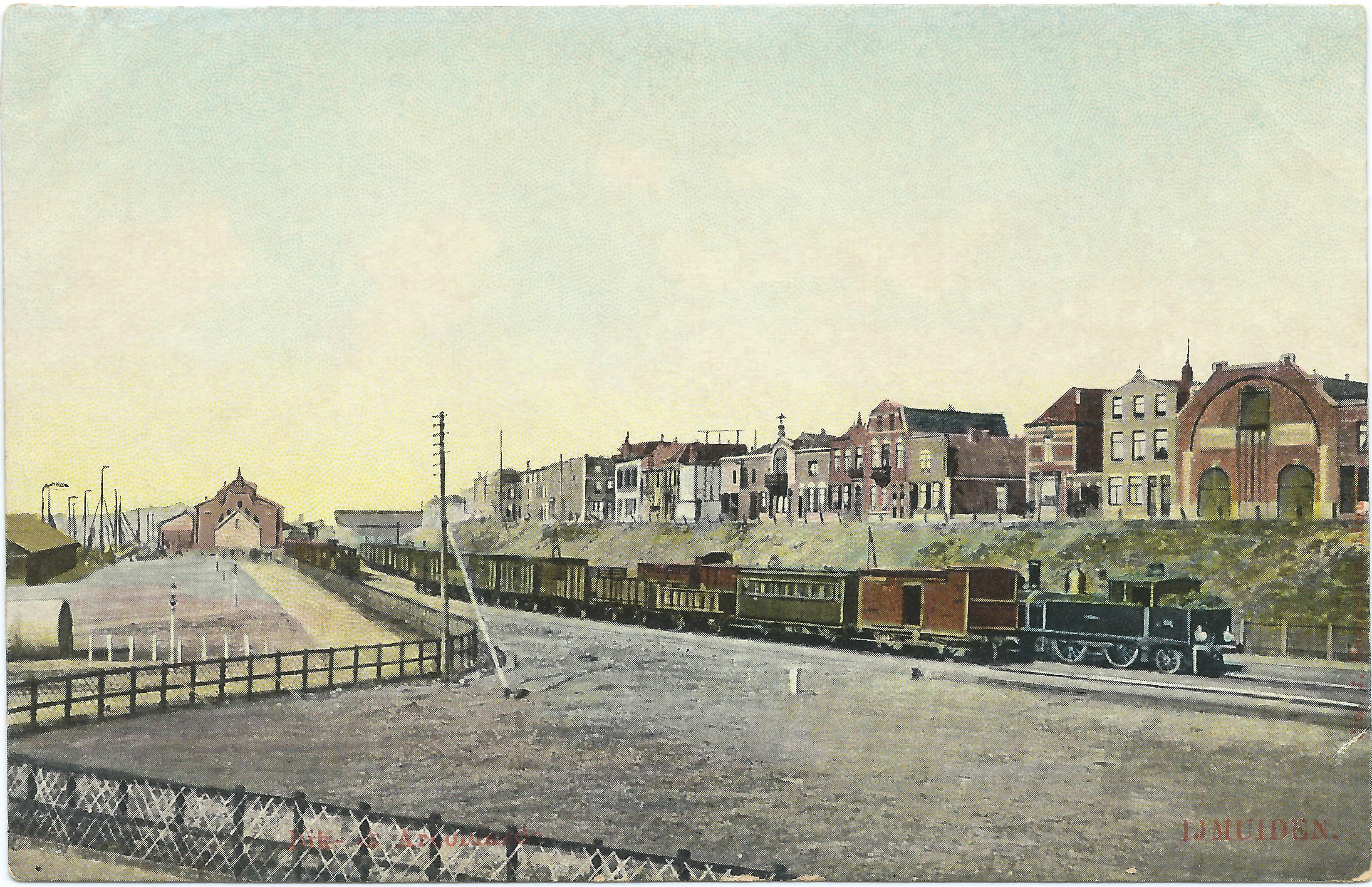
Briefkaart van de Bik- en Arnoldkade voorbij het station IJmuiden. Het gebouw op de achtergrond is de 'Vischhal'; circa 1900.
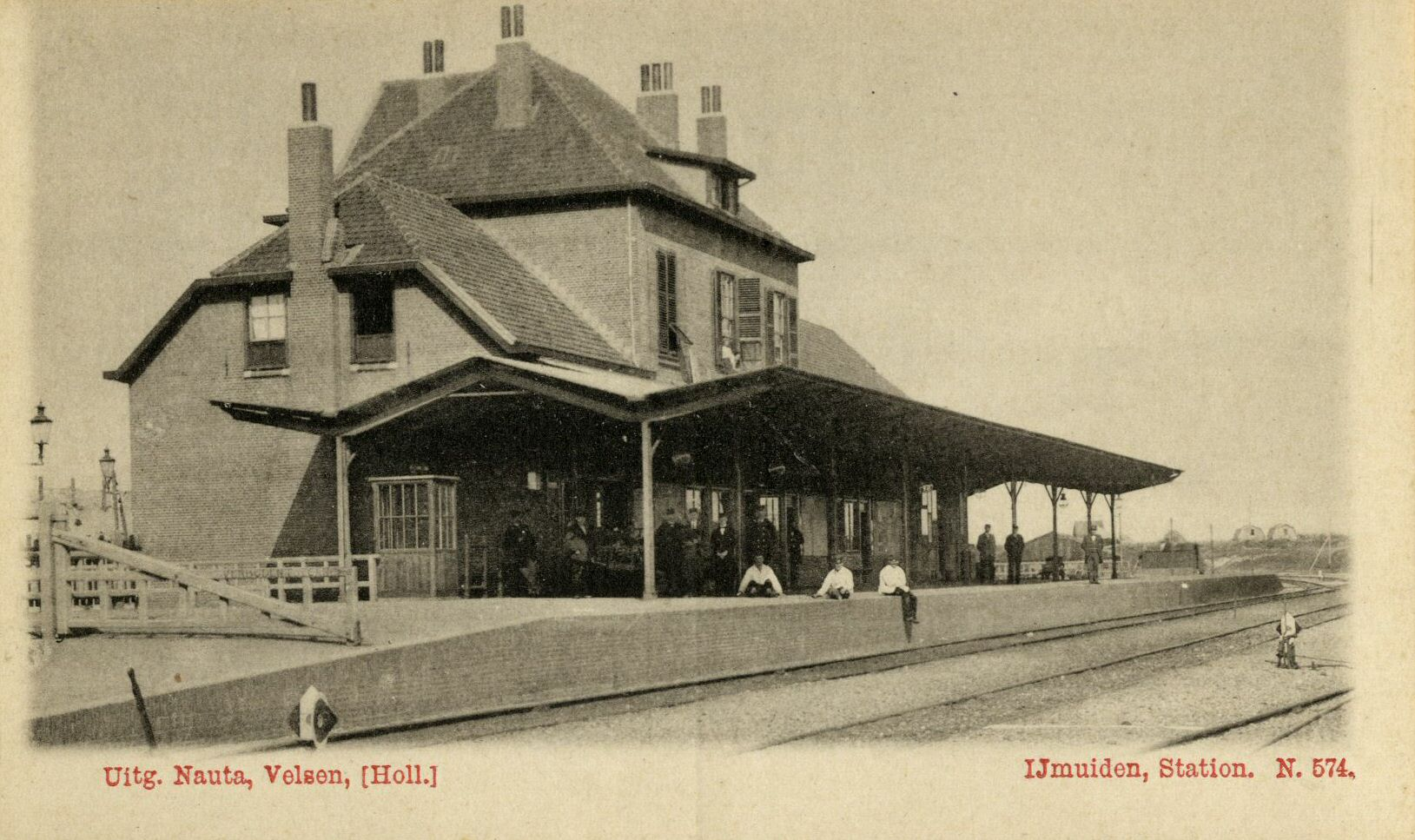
Gezicht op het H.S.M.-station IJmuiden in de begindagen; circa 1900.
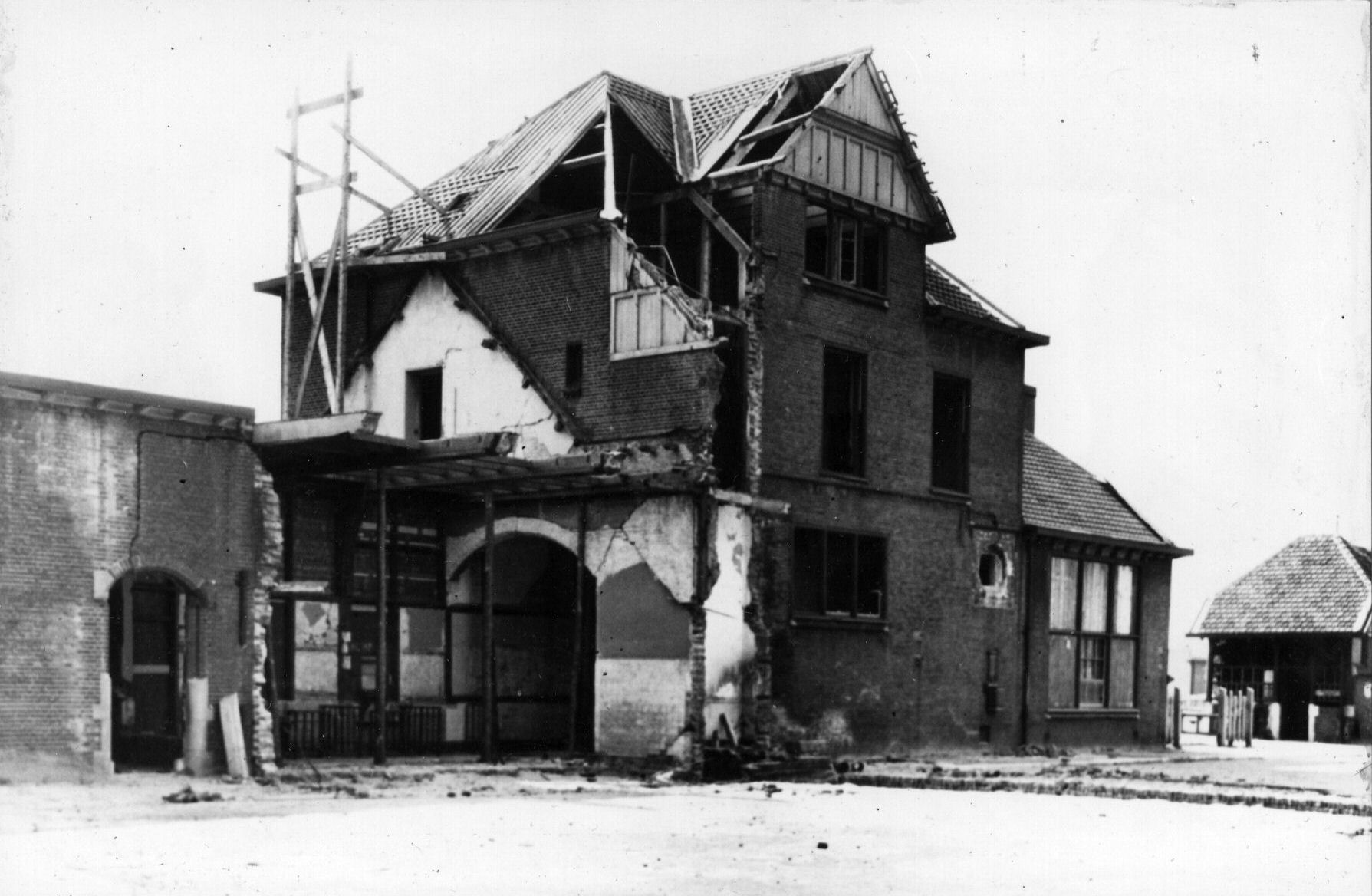
Het door oorlogshandelingen beschadigde station IJmuiden; 1945.
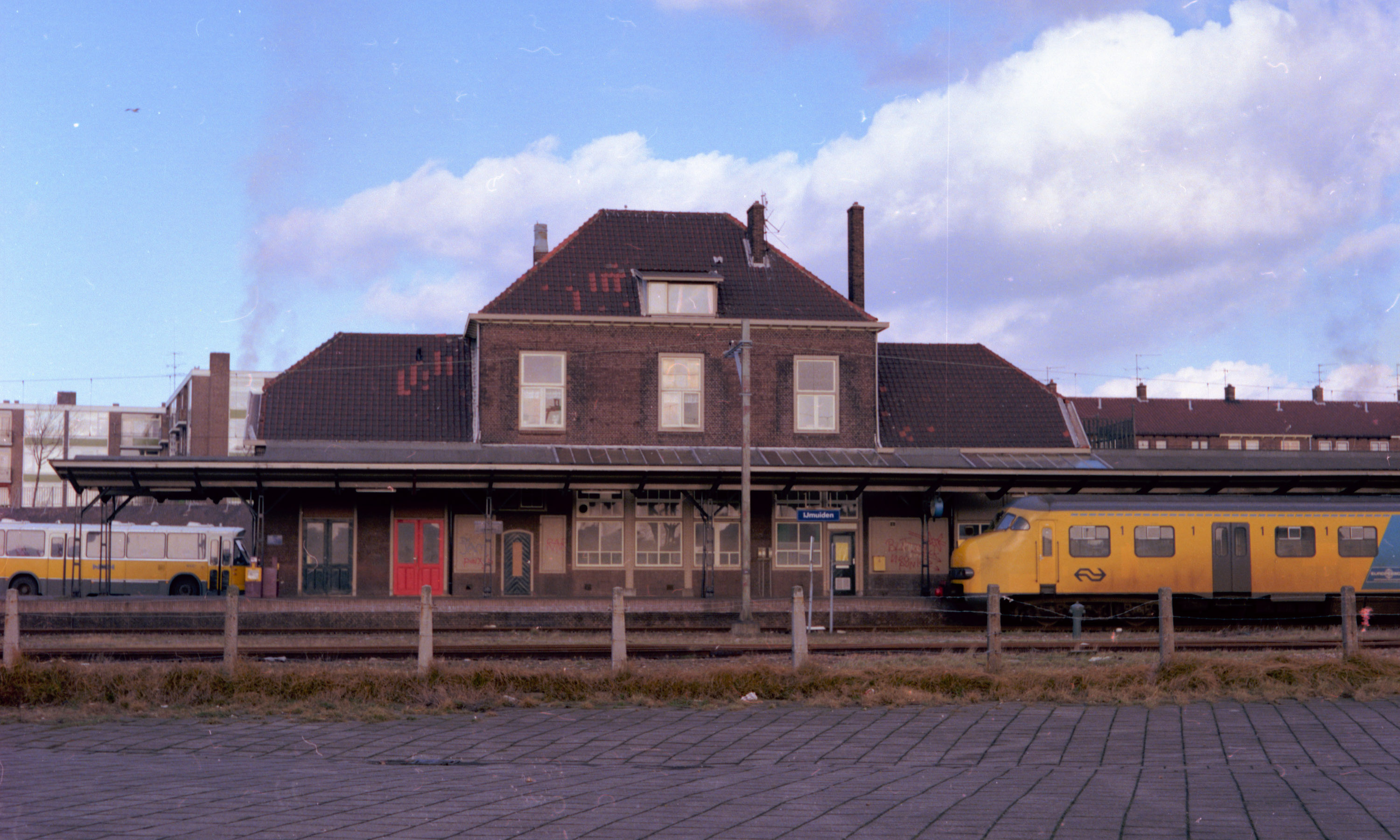
NS station IJmuiden met mat '64; 1980.
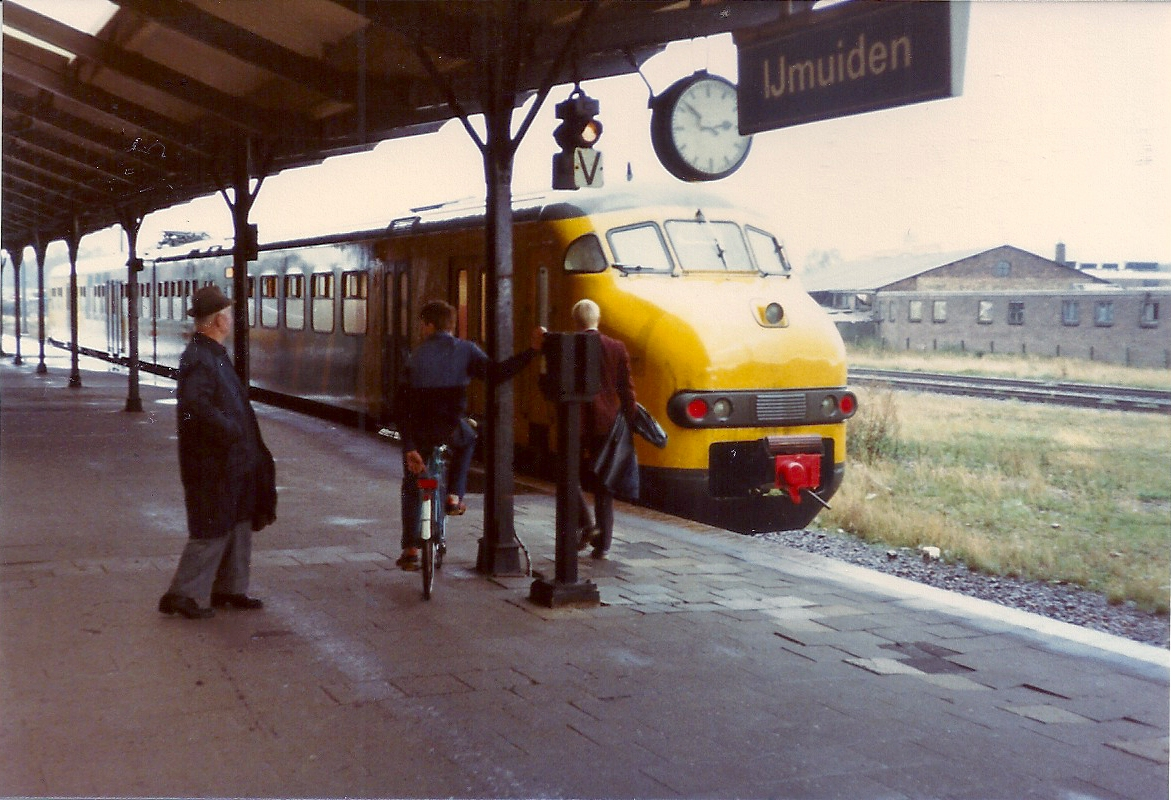
Station IJmuiden een week voordat de NS de dienst staakte (1983).
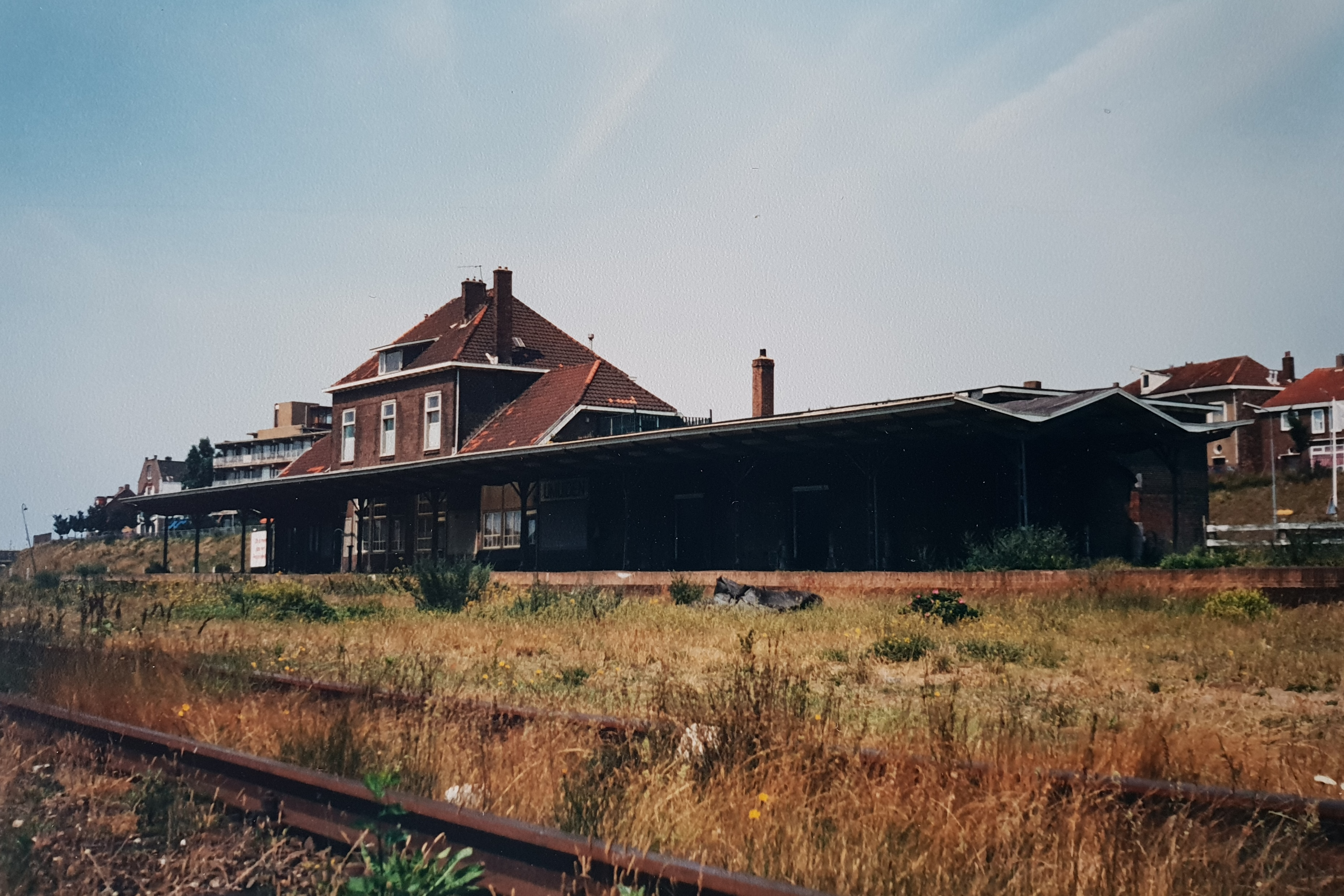
Station IJmuiden (1989).
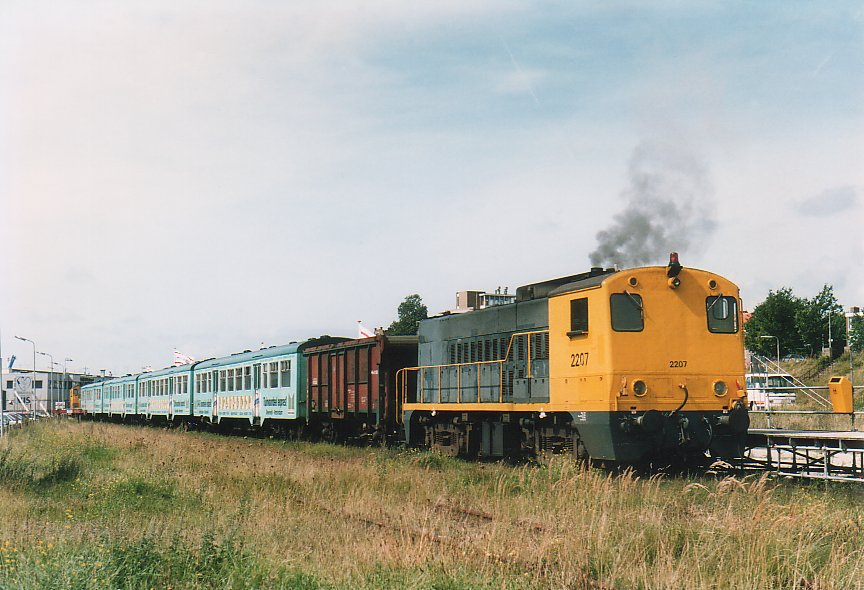
Trein van Lovers Rail met loc 2207 te IJmuiden; 1 september 1997.
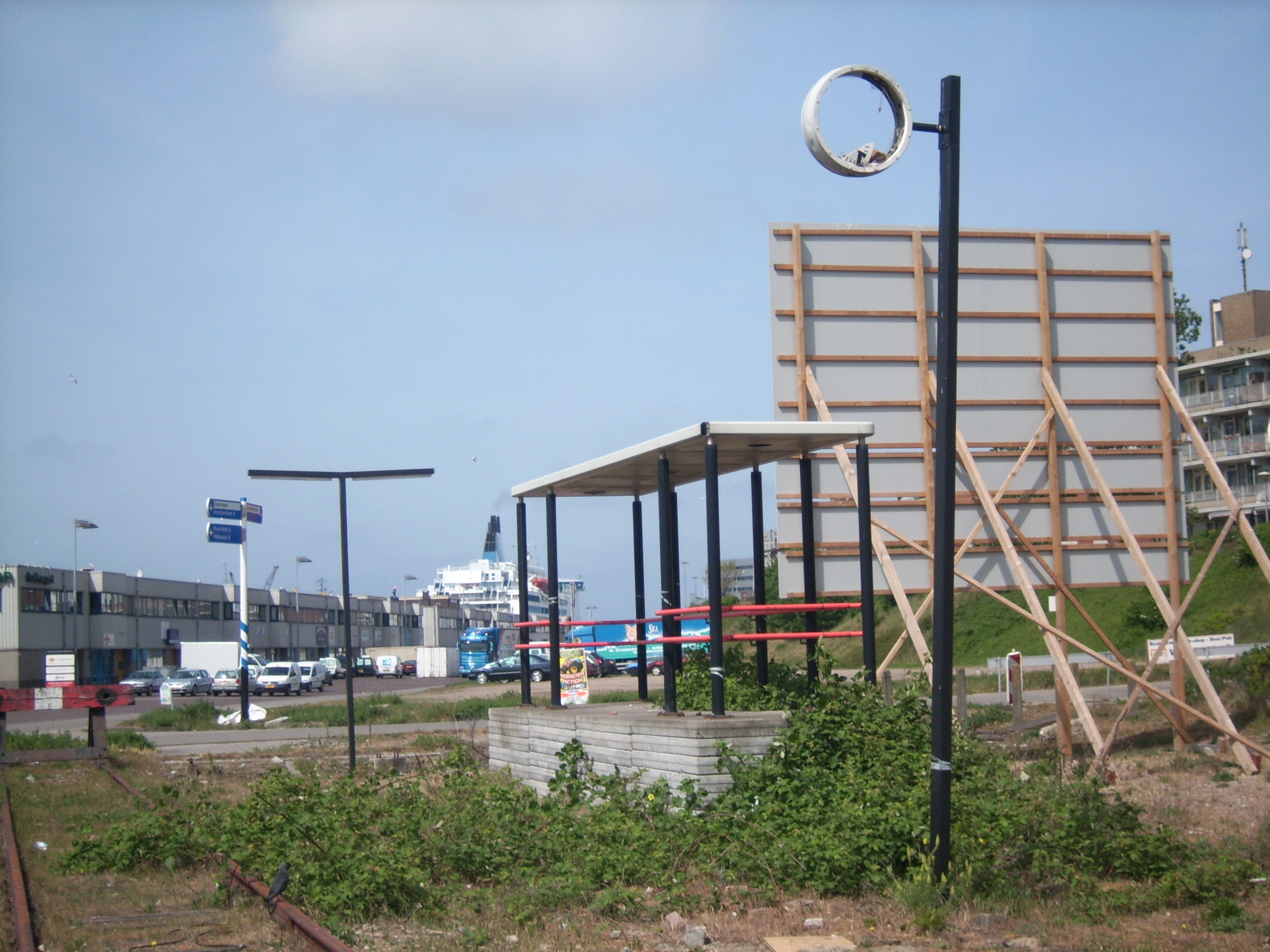
De voormalige halte van Lovers Rail (2007).
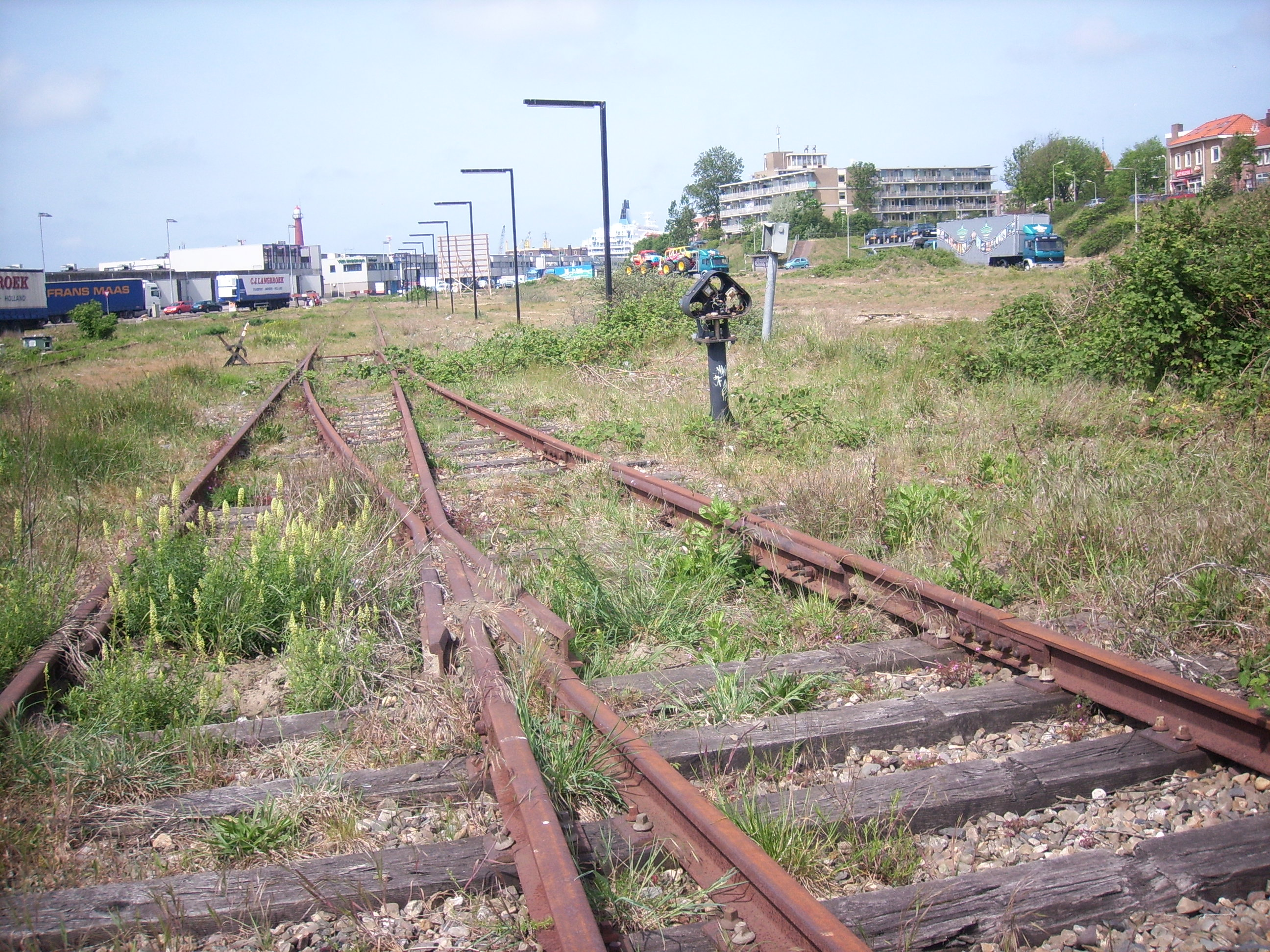
Plek waar station IJmuiden stond (2007).